# 金相台

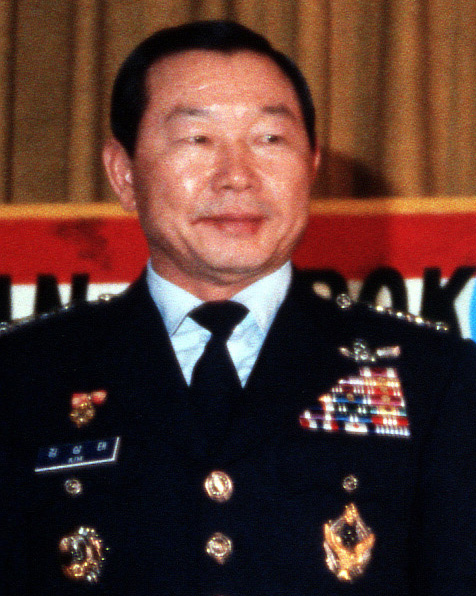
金相台上將，韓國空軍參謀總長任內（1982年）

金相台（韓語：김상태，1930年3月13日—），韓國空軍將領及外交官，慶尚北道清道郡出身，曾任空軍參謀總長等軍職，退役後曾在台灣擔任韓國駐中華民國大使。